# Ivan Manev
Ivan Manev –en búlgaro, Иван Манев– (23 de noviembre de 1950) es un deportista búlgaro que compitió en piragüismo en la modalidad de aguas tranquilas.
Participó en los Juegos Olímpicos de Moscú 1980, obteniendo una medalla de bronce en la prueba de K4 1000 m.

## Palmarés internacional
| Juegos Olímpicos | Juegos Olímpicos | Juegos Olímpicos  | Juegos Olímpicos |
| Año              | Lugar            | Medalla           | Competición      |
| ---------------- | ---------------- | ----------------- | ---------------- |
| 1980             | Moscú (URSS)     | Medalla de bronce | K4 1000 m        |